# Pierre Méchain
Pierre François André Méchain (Laon, 16 agosto 1744 – Castellón de la Plana, 20 settembre 1804) è stato un astronomo e geodeta francese.

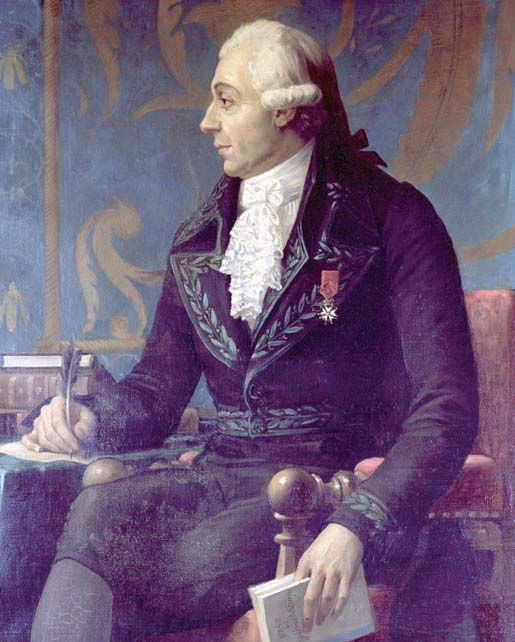
Pierre Méchain

Prese parte dal 1792 al 1798, con Jean Baptiste Joseph Delambre, alla triangolazione lungo il meridiano di Parigi fino a Barcellona, promossa dall'Assemblea Costituente con il principale scopo di fissare l'unità metrica di misura.
L'asteroide 21785 Méchain è stato così nominato in suo onore.

## Comete scoperte
Scoprì nove comete e calcolò le loro orbite.
| 1781 I   |              |
| 1781 II  |              |
| 1785 E1  |              |
| 1786 I   | Cometa Encke |
| 1787 I   |              |
| 1790 II  | 8P/Tuttle    |
| 1799 II  |              |
| 1799 III |              |

Méchain scoprì la cometa 8P/Tuttle il 9 gennaio 1790. La cometa rimase visibile solo per un breve periodo e sebbene Méchain riuscisse a calcolarne l'orbita, il numero di osservazioni insufficienti (raccolse l'ultima osservazione il 1º febbraio) non permise di riconoscere il comportamento periodico della cometa, che oggi non porta il suo nome. 

La cometa C/1785 E1 fu co-scoperta con Charles Messier.

## Galassie Scoperte
M100 fu scoperta da Pierre Méchain nel 1781 e inserita dall'amico Charles Messier nel suo catalogo qualche settimana più tardi; quest'ultimo ne determinò le coordinate e ne fornì pure una breve descrizione.